# جانيت كروجر
جانيت كروجر (بالإنجليزية: Janet Krueger)‏ هي مربية ماشية وفنانة أمريكية، ولدت في 27 أغسطس 1952.